# 斯瓦夫諾

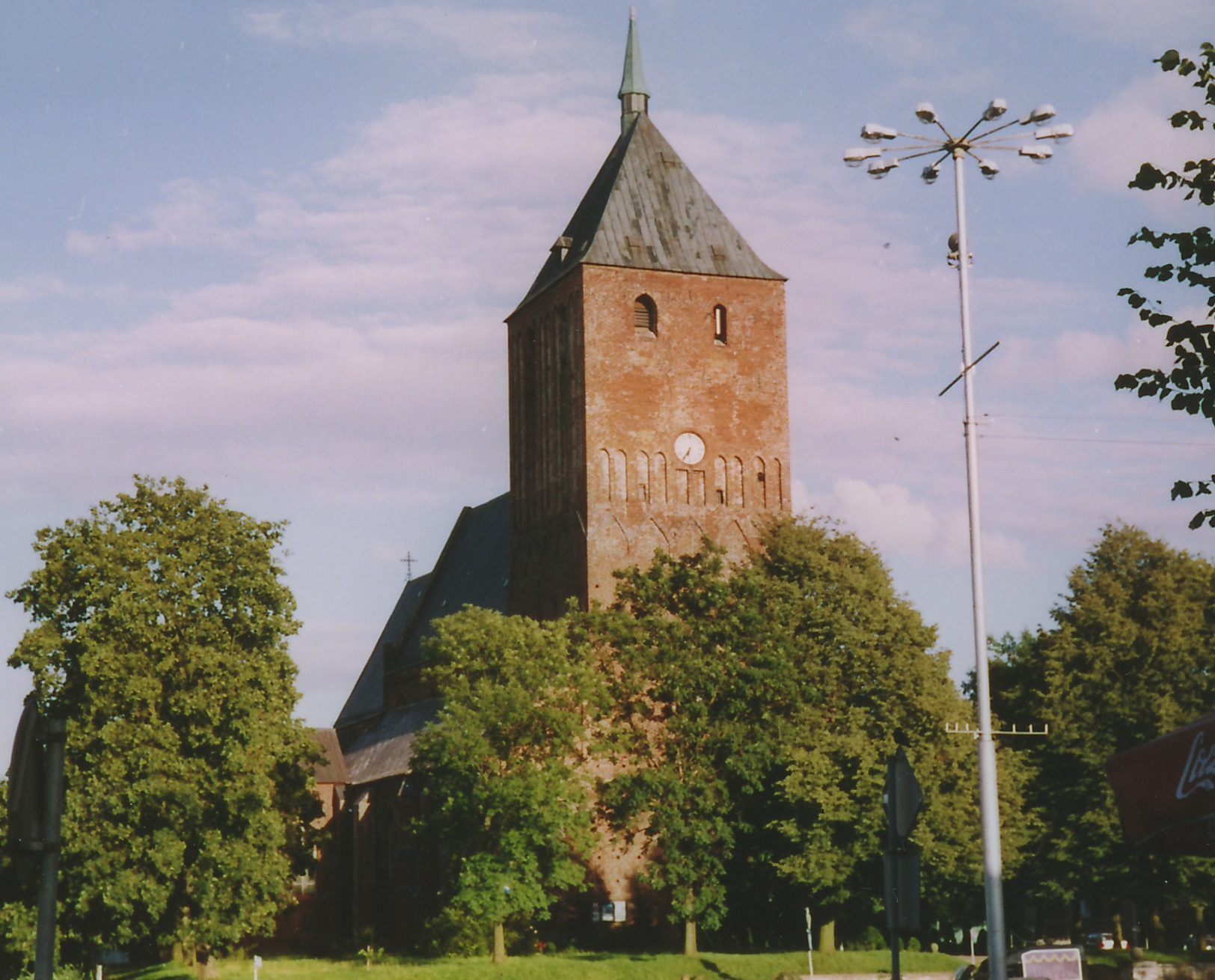

斯瓦夫諾是波蘭的城鎮，位於該國西北部，距離波羅的海20公里，由西波美拉尼亞省負責管轄，面積15.78平方公里，該鎮在三十年戰爭中被徹底破壞，2006年人口13,314。

## 外部連結
- Official website （页面存档备份，存于）

54°21′30″N 16°40′30″E / 54.35833°N 16.67500°E